# Cantó de La Rochelle-5
El cantó de La Rochelle-5 és un cantó francès del departament del Charente Marítim, al districte de La Rochelle. Té 4 municipis (Esnandes, Marsilly, Puilboreau i Saint-Xandre) i part del de La Rochelle.
| Data d'elecció                           | Identitat           | Partit | Qualitat |
| ---------------------------------------- | ------------------- | ------ | -------- |
| 1985-1992                                | Marie-Joseph Veyrac | RPR    |          |
| 1992-2011                                | Jack Proust         | PRG    |          |
| 2011-                                    | Yann Juin           | PRG    |          |
| les dades anteriors no són pas conegudes |                     |        |          |
|                                          |                     |        |          |